# Марковцы (воинские части)

Флаг марковских частей

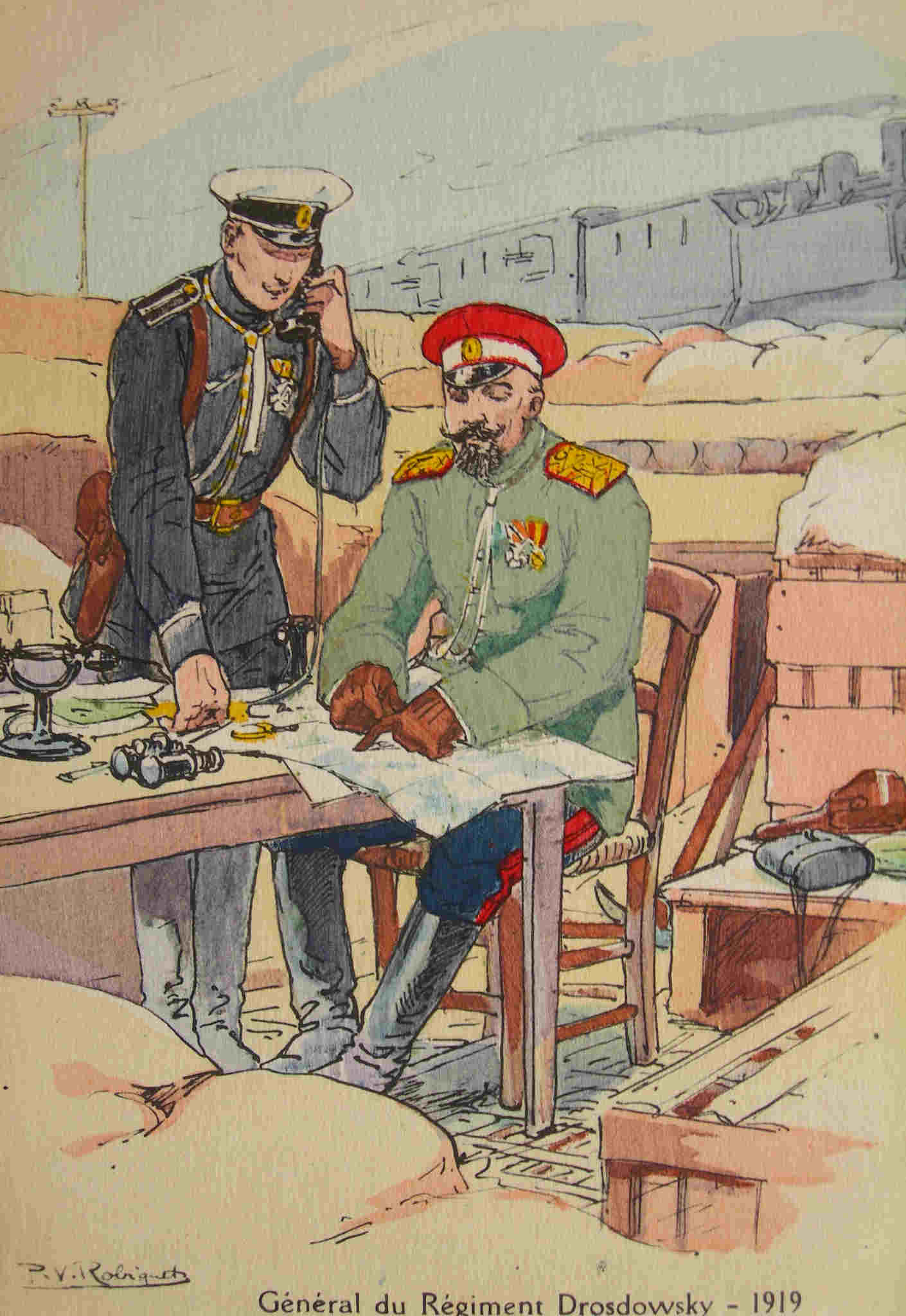
Генерал А. П. Кутепов в форме дроздовских стрелков и капитан Марковского пехотного полка. 1919. Акварель П. В. Робике.

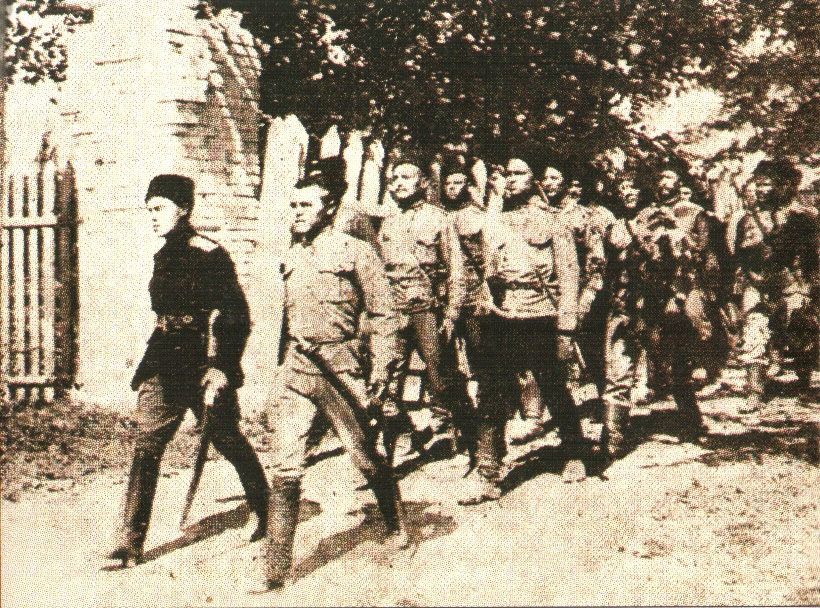
Марковцы вступают во взятый город. 1919 год

Ма́рковцы — название войсковых частей Добровольческой армии (впоследствии ВСЮР и Русской армии), получивших именное шефство одного из основоположников Белого движения на Юге России Генерального штаба генерал-лейтенанта Сергея Маркова.

## История
Дата образования первой марковской части — 1-го Офицерского генерала Маркова полка — 4 (17) ноября 1917 года — день посещения генералом Алексеевым в Новочеркасске лазарета № 2 по Барочной улице, после чего из первых добровольцев была организована Сводно-Офицерская рота.
В ноябре 1917 года была создана и артиллерийская часть, которая впоследствии получила шефство генерала Маркова. Она, созданная из юнкеров Михайловского и Константиновского артиллерийских училищ, послужила впоследствии основой для Артиллерийской генерала Маркова бригады.
С началом Первого Кубанского похода в станице Ольгинской было произведено переформирование Добровольческой армии путём сведения мелких отрядов в более крупные части. В числе вновь сформированных оказался и Сводно-Офицерский полк, получивший в дальнейшем именное шефство своего первого командира генерала Маркова.
В ходе похода было произведено и переформирование будущей артиллерии марковцев: был расформирован 1-й отдельный лёгкий артиллерийский дивизион, а входившая в его состав 1-я офицерская батарея, после включения в её состав 4-й батареи дивизиона, стала называться 1-й отдельной батареей в составе 1-й пехотной бригады.

У всякого полка есть своя физиономия. Неистощим задор и молодечество дроздовцев. Непоколебимо спокойное мужество, неотвратимый порыв корниловцев. Но есть ещё один полк. Странен и неповторим его облик. Строгая, простая без единого украшения чёрная форма, белеют лишь просветы да верхи фуражек. Заглушенный мягкий голос… Сдержанность — вот отличительная черта этих людей, которых провинциальные барышни давно очертили «тонные марковцы».
— «Россия». Курск. 1919. № 8 от 10 октября
В середине марта 1918 года на базе сформированной в декабре 1917 года технической роты была организована вошедшая в 1-ю бригаду 1-я инженерная рота. Она получила шефство генерала Маркова 8 (21) декабря 1919 года.
После гибели генерала Маркова в самом начале Второго Кубанского похода приказом командующего Добровольческой Армии 1-й Офицерский полк был переименован в 1-й Офицерский генерала Маркова полк.
Во время Второго Кубанского похода артиллерия марковцев была вновь реорганизована: 1-я отдельная батарея 8 (21) июля 1918 г. была развёрнута в 1-й отдельный лёгкий артиллерийский дивизион в составе 1-й пехотной дивизии.
7 (20) августа 1-я батарея получает именное шефство генерала Маркова и название 1-й Офицерской генерала Маркова батареи.
В мае 1918 года была сформирована ещё одна часть, получившая впоследствии наименование «марковской». В соответствии с просьбой генерала Маркова из состава Конной бригады была выделена сотня кубанских казаков, получившая наименование Отдельная конная сотня при 1-й пехотной бригаде. Казаки нашили чёрные «марковские» погоны, и сотня стала неофициально называться «марковской».
После взятия Орла Марковские полки были выделены из 1-й дивизии и вошли в созданную Марковскую дивизию.
В декабре 1919 года Марковская дивизия почти полностью разбита при отступлении от Харьков превосходящими силами Красной армии в бою у села Алексеево-Леоново Области Войска Донского.
Уже в Крыму в Русской армии барона Врангеля в Марковской дивизии приказом Главнокомандующего № 3517 от 21 августа (3 сентября) 1920 года из Отдельной конной сотни был образован Конный генерала Маркова дивизион.

## Военная форма марковцев
Цвета формы марковцев (чёрный и белый) символизировали соответственно готовность умереть за Россию и «воскресение Родины».

## Другое
Чёрно-белое знамя марковских частей используется с весны 2015 года Русским добровольческим корпусом, воюющими на стороне Украины.